# امرهوة (لودر)

تعديل مصدري - تعديل

امرهوة هي إحدى قرى عزلة زارة بمديرية لودر التابعة لمحافظة أبين، بلغ تعداد سكانها 243 نسمة حسب تعداد اليمن لعام 2004.